# Línea SE6 (EMT Madrid)
El Servicio Especial codificado como SE6, que a efectos de numeración interna es la línea 867, de la EMT de Madrid une las estaciones de Ciudad Universitaria y Méndez Álvaro, en el contexto de la fase 1 de las obras de automatización de la línea 6 de Metro, cortada por obras del 31 de mayo al 5 de septiembre de 2025.

## Características
Esta línea prestará servicio del 31 de mayo al 5 de septiembre de 2025, cubriendo parte del recorrido de la línea 6 de Metro, cortada por la fase 1 de las obras de automatización de la misma.
Tiene una dotación máxima de 60 autobuses (40 articulados y 20 estándar), siendo la primera vez en la historia de la EMT que una línea es fletada por dos centros de operaciones distintos.
Es gratuita para los usuarios, al tratarse de un servicio consensuado entre ambos operadores de transporte.

## Frecuencias
| Lunes a viernes laborables |                  |
| De 06:00 a 22:00           | cada 2-3 minutos |
| De 22:00 a 01:00           | cada 3-6 minutos |
| De 01:00 a fin             | cada 6-8 minutos |
| Sábados laborables         |                  |
| De 06:00 a 08:00           | cada 5 minutos   |
| De 08:00 a 23:00           | cada 3-4 minutos |
| De 23:00 a fin             | cada 4-8 minutos |
| Domingos y festivos        |                  |
| De 06:00 a 09:00           | cada 5 minutos   |
| De 09:00 a 22:00           | cada 3-4 minutos |
| De 22:00 a fin             | cada 5-8 minutos |

## Recorrido y paradas

### Sentido Méndez Álvaro
| Estación sustituida  | Código | Denominación de parada                 | Ubicación                                         | Conexiones con Metro y Cercanías |
| -------------------- | ------ | -------------------------------------- | ------------------------------------------------- | -------------------------------- |
| Ciudad Universitaria | 1688   | Metro Ciudad Universitaria             | Av. Complutense S/N (Frente a Facultad Medicina)  | Ciudad Universitaria             |
| Moncloa              | 740    | Moncloa                                | Pza. de la Moncloa con Pº de Moret                | Moncloa                          |
| Argüelles            | 51136  | Argüelles                              | Princesa, 47 (Alberto Aguilera)                   | Argüelles                        |
| Príncipe Pío         | 603    | Príncipe Pío                           | Cuesta de San Vicente, 44 con Gta. de San Vicente | Príncipe Pío                     |
| Puerta del Ángel     | 4251   | Puerta del Ángel                       | Pº de Extremadura, 24                             |                                  |
| Alto de Extremadura  | 879    | Alto de Extremadura                    | Pº de Extremadura, 158 (Alto Extremadura)         |                                  |
| Lucero               | 5559   | Lucero                                 | Higueras frente al Nº 49                          |                                  |
| Laguna               | 5094   | Laguna                                 | Alhambra con C/ Cuart de Poblet (Metro Laguna)    | Laguna                           |
| Carpetana            | 4104   | Metro Carpetana                        | Nuestra Señora de Valvanera con Vía Carpetana     |                                  |
| Oporto               | 5601   | Oporto                                 | Gta. Valle de Oro con C/ Gral. Ricardos           | Oporto                           |
| Opañel               | 2472   | Opañel                                 | Av. de Oporto, 25                                 |                                  |
| Plaza Elíptica       | 5050   | Plaza Elíptica-Marcelo Usera           | Marcelo Usera, 175 con Pza. Elíptica              | Plaza Elíptica                   |
| Usera                | 51138  | Marcelo Usera-Ferroviarios             | Marcelo Usera, 75                                 |                                  |
| Legazpi              | 3858   | Legazpi                                | Paseo de las Delicias, 133                        | Legazpi                          |
| Méndez Álvaro        | 3742   | Estación de Méndez Álvaro-Estación Sur | Calle Méndez Álvaro, 68                           | Méndez Álvaro                    |

### Sentido Ciudad Universitaria
| Estación sustituida  | Código | Denominación de parada                 | Ubicación                                               | Conexiones con Metro y Cercanías |
| -------------------- | ------ | -------------------------------------- | ------------------------------------------------------- | -------------------------------- |
| Méndez Álvaro        | 3742   | Estación de Méndez Álvaro-Estación Sur | Calle Méndez Álvaro, 68                                 | Méndez Álvaro                    |
| Legazpi              | 3737   | Legazpi                                | Paseo del Molino, 5                                     | Legazpi                          |
| Usera                | 51139  | Marcelo Usera-Ferroviarios             | Marcelo Usera, 82                                       |                                  |
| Plaza Elíptica       | 2433   | Plaza Elíptica                         | Marcelo Usera con Pza. Elíptica                         | Plaza Elíptica                   |
| Opañel               | 4587   | Opañel                                 | La Vía frente al Nº 2 (con C/ Portalegre)               |                                  |
| Oporto               | 5600   | Oporto                                 | C/ Gral. Ricardos con Gta. Valle de Oro                 | Oporto                           |
| Carpetana            | 2553   | Metro Carpetana                        | Av. Nuestra Señora de Valvanera, 118                    |                                  |
| Laguna               | 2262   | Laguna                                 | Alhambra frente a la C/ Cuart de Poblet                 | Laguna                           |
| Lucero               | 2258   | Lucero                                 | Higueras, 49                                            |                                  |
| Alto de Extremadura  | 880    | Alto de Extremadura                    | Pº de Extremadura, 147 (Alto Extremadura)               |                                  |
| Puerta del Ángel     | 51137  | Puerta del Ángel                       | Puerta del Angel (Pº de Extremadura, 31)                |                                  |
| Príncipe Pío         | 604    | Príncipe Pío                           | Cuesta de San Vicente frente Nº 44 con Gta. San Vicente | Príncipe Pío                     |
| Argüelles            | 736    | Argüelles                              | Princesa frente al Nº 47, con C/ Alberto Aguilera.      | Argüelles                        |
| Moncloa              | 65000  | Moncloa                                | Pza. Moncloa con C/ Fdo. Católico (Antes de Arcos)      | Moncloa                          |
| Ciudad Universitaria | 1687   | Metro Ciudad Universitaria             | Av. Complutense S/N (Facultad Medicina)                 | Ciudad Universitaria             |